# Ernst August Hermann Wilhelm Nolte

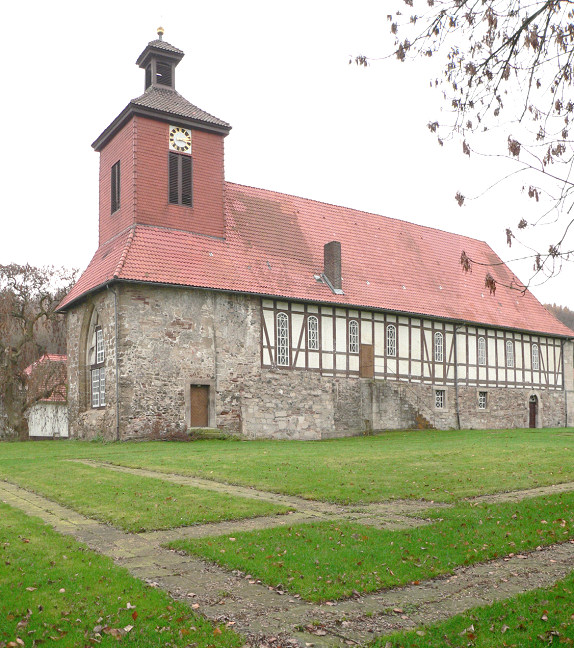
Die Kirche in Pöhlde, auf den Grundmauern der Pfalz Pöhlde

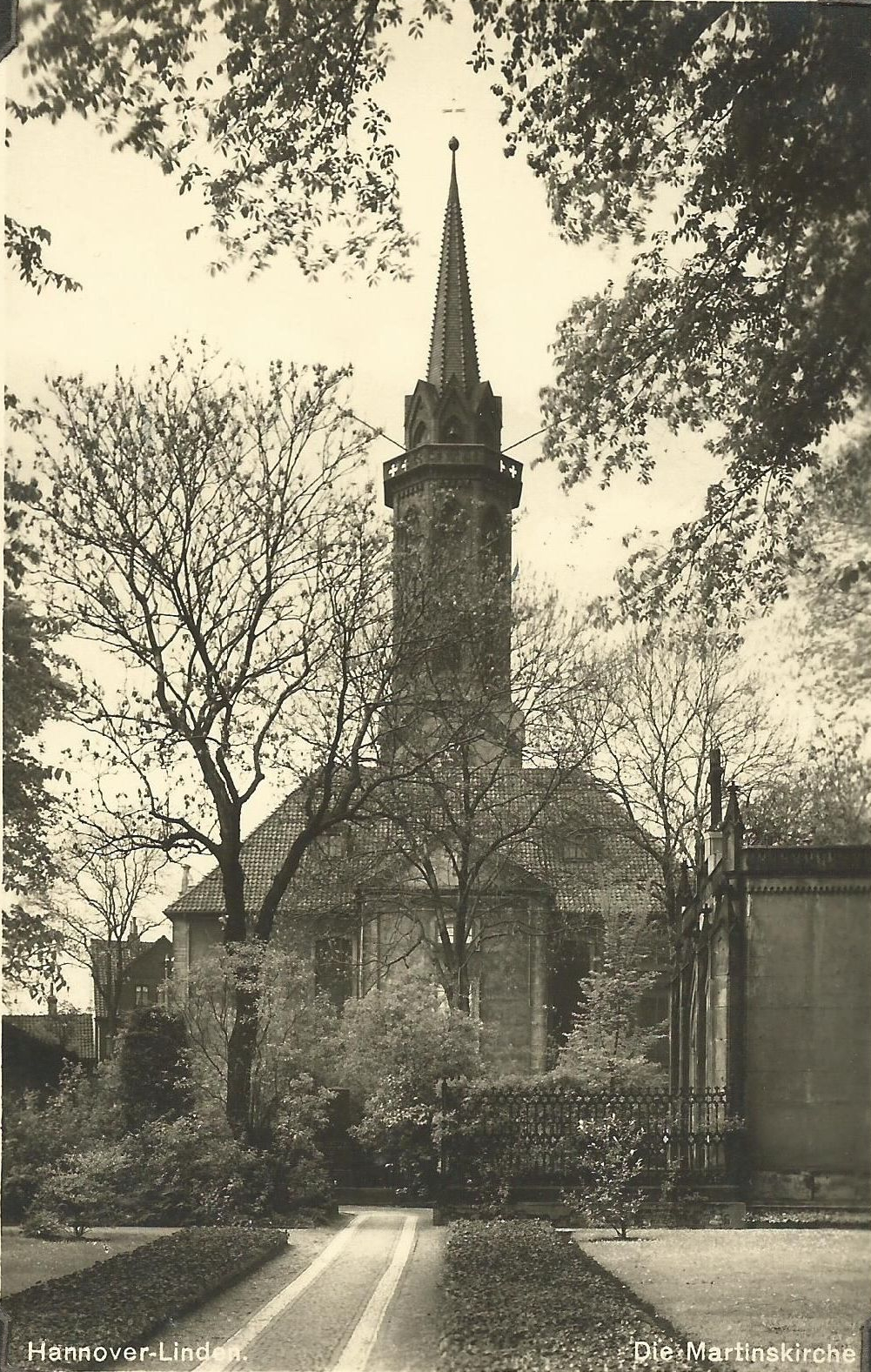
Die Kirche St. Martin in Linden war 1859 bis 1872 Wirkungsstätte von Nolte

Ernst August Hermann Wilhelm Nolte (* 25. September 1805 in Parensen, Kurfürstentum Hannover; † 9. November 1872 in Linden, Deutsches Kaiserreich) war ein deutscher evangelischer Theologe.

## Leben
Nachdem Ernst August Hermann Wilhelm Nolte in Pöhlde bei seinem Vater, dem Pastor Johann Friedrich Nolte, als Hilfsgeistlicher gearbeitet hatte, trat er 1848 dessen Nachfolge an. Noch zur Zeit des Königreichs Hannover wurde Nolte 1859 schließlich Pastor an der St. Martinskirche in Linden und wirkte dort in dieser Funktion bis zu seinem Tode 1872.
Nolte zeigte ein ausgeprägt soziales Engagement: In der Zeit der rapide fortschreitender Industrialisierung in Linden sorgte er für die Einrichtung einer Diakonissenstation und war Mitbegründer einer Warteschule für Kinder.

## Ehrungen
Mit der Namensgebung der 1903 angelegten Noltestraße im heutigen Stadtteil Linden-Nord wurde der Pastor posthum geehrt.